# Civitella di Romagna
Civitella di Romagna este o comună din provincia Forlì-Cesena, Italia. În 2011 avea o populație de 3793 de locuitori.

## Demografie
Civitella di Romagna - evoluția demografică

|  | Graficele sunt indisponibile din cauza unor probleme tehnice. Mai multe informații se găsesc la Phabricator și la wiki-ul MediaWiki. |

Date: Recensăminte sau birourile de statistică - grafică realizată de Wikipedia